# Verdens rigeste pige
Verdens rigeste pige er en dansk film fra 1958 instrueret af Lau Lauritzen jun. og Alice O'Fredericks efter manuskript af Børge Müller. Filmen er en komedie bygget over datidens populære sangduo Nina & Frederik, der optræder i filmen.
Filmen handler om rigmandsdatteren Lisa (spillet af Nina van Pallandt), der flygter fra en pigeskole i Schweiz for at være sammen med calypso-sangeren Jacques (spillet af Frederik van Pallandt). Parret sang en række af deres sange i filmen, herunder "Lad os flyve til en stjerne".

## Medvirkende (udvalg)
- Nina van Pallandt
- Frederik van Pallandt
- Poul Reichhardt
- Birgitte Price
- Gunnar Lauring
- Jessie Rindom
- Jeanne Darville
- Asbjørn Andersen
- Else Marie Hansen
- Paul Hagen
- Johannes Marott
- Grethe Mogensen
- Judy Gringer